# フレイザー文字
フレイザー文字（Fraser alphabet）は、文字を持たないリス語に対して、20世紀のはじめにイギリス宣教師のジェームズ・フレイザーによってラテン文字を基本としてつくり出された文字。
ラテン文字の大文字を元にした左から右へ書かれるアルファベットであり、不足する文字はラテン文字を180度回転することで新たに作り出している。声調は句読点に似た記号を後ろにつけることで表す。

## 歴史
リス語は彝語によく似た言語だが、彝語が独自の文字を持っているのに対し、リス語は20世紀以前は無文字言語だった。20世紀になると、リス語を表記するための4種類の文字が出現した。
1. フレイザー文字。1915年前後[1]、イギリスの宣教師ジェームズ・フレイザー(英語版)が作った。現代中国語では、のちに考案したラテン文字風の正書法を「新傈僳文」というのに対してフレイザー文字を「老傈僳文」と呼ぶ[2]。
2. ミャオ語のためのポラード文字を利用してリス語を書くことも行われた。これを「東傈僳文」と呼ぶ[2]。
3. 1925年ごろに雲南省維西県に住むリス族の汪忍波という文盲の人物が竹に刻んだ音節文字を作った（リス音節文字、中国語版）[3]。
4. 1950年代に拼音風のラテン文字による正書法が作られた（新傈僳文）[2]。

## 文字一覧
音節ごとに分かち書きされる。ブラーフミー系文字と同じように、子音のあとに母音[ɑ]が続く場合は、母音は書かれない。したがって A ([ɑ]) の字は母音ではじまる音節にのみ使われる。

### 声調
声調はピリオドやカンマおよび、それらを組み合わせた記号で表す。記号がない場合には「中」と同じである。
| .  | 高                     |
| ,  | 中昇                   |
| ., | 中                     |
| .. | 中（緊喉）             |
| :  | 低                     |
| ;  | 低（声門閉鎖音を伴う） |

### 句読点
句読点のピリオドに相当する記号は「=」、カンマに相当する記号は「-.」と表す。

## Unicode対応状況
2009年の Unicode 5.2 にて以下の文字が収録された。対応フォントは少数で、「Quivira」「Noto Sans Lisu」などがある。
| U+   | 0 | 1 | 2 | 3 | 4 | 5 | 6 | 7 | 8 | 9 | A | B | C | D | E | F |
| ---- | - | - | - | - | - | - | - | - | - | - | - | - | - | - | - | - |
| A4D0 | ꓐ | ꓑ | ꓒ | ꓓ | ꓔ | ꓕ | ꓖ | ꓗ | ꓘ | ꓙ | ꓚ | ꓛ | ꓜ | ꓝ | ꓞ | ꓟ |
| A4E0 | ꓠ | ꓡ | ꓢ | ꓣ | ꓤ | ꓥ | ꓦ | ꓧ | ꓨ | ꓩ | ꓪ | ꓫ | ꓬ | ꓭ | ꓮ | ꓯ |
| A4F0 | ꓰ | ꓱ | ꓲ | ꓳ | ꓴ | ꓵ | ꓶ | ꓷ | ꓸ | ꓹ | ꓺ | ꓻ | ꓼ | ꓽ | ꓾ | ꓿ |

その後、Unicode 13.0でナシ語の表記に使用される文字を収録した「Lisu Supplement」というブロックがU+11FB0からU+11FBFに新設された。現在、このブロックには1文字しか収録されていない。